# Dischidia cyclophylla
Dischidia cyclophylla är en oleanderväxtart som beskrevs av Rudolf Schlechter. Dischidia cyclophylla ingår i släktet Dischidia och familjen oleanderväxter. Inga underarter finns listade i Catalogue of Life.